# NGC 3532
NGC 3532 ist ein Offener Sternhaufen im Sternbild Carina und etwa 1500 Lichtjahre von der Erde entfernt. Diese Ansammlung von Sternen ist etwa 300 Millionen Jahre alt. Er wurde vom französischen Astronomen Nicolas Louis de Lacaille im Jahr 1751 entdeckt  und im Jahr 1755 katalogisiert. NGC 3532 hat einen Winkeldurchmesser von knapp einem Grad und eine scheinbare Helligkeit von 3,0 mag.
Ein Ausschnitt von NGC 3532 war das Ziel für das erste Licht des Hubble-Weltraumteleskop.